# Avenida Intendente Cantilo
La avenida Intendente Cantilo es una autopista en la ciudad de Buenos Aires, Argentina. La totalidad de su trayecto es en sentido norte, en forma paralela a la Avenida Lugones que recorre el mismo trayecto en sentido sur.
La autopista nace como continuación de la Autopista Arturo Illia y finaliza en la Avenida General Paz.

## Características
Intendente Cantilo es un tramo de la Autopista Dr. Arturo Umberto Illia que conecta la Calle La Pampa con la Avenida General Paz, atravesando los barrios de Belgrano y Núñez. Corre paralelamente a la Avenida Leopoldo Lugones, encontrándose separadas por las vías del Ferrocarril Belgrano Norte. En el kilómetro 8.5 de esta mini-autopista se encuentra una cámara para detectar infracciones.
La autovía parte del Anillo Vial de la ciudad, formada por los caminos de circunvalación. Las otras avenidas que conforman este anillo son: General Paz, Lugones y 27 de febrero.

## Recorrido
La avenida nace a partir de la calle La Pampa siendo la continuación de la Avenida Costanera Rafael Obligado en el límite de los barrios de Palermo y Belgrano en el extremo norte del Aeroparque Jorge Newbery.
Tiene un acceso directo a la Ciudad Universitaria de Buenos Aires. Pasa por debajo del Puente Scalabrini Ortiz de la Avenida Int. Güiraldes en inmediaciones de la Estación Raúl Scalabrini Ortiz del Ferrocarril Belgrano Norte.
En el límite del barrio de Belgrano con Núñez tiene comunicación a la Avenida Guillermo Udaondo a través del Puente Ángel Labruna. Este camino se utiliza para acceder a las avenidas del Libertador y Figueroa Alcorta.
Continúa su curso a la vera del Río de la Plata hasta empalmarse con la Avenida General Paz.